# Stride of Pride
"Stride of Pride" é o terceiro episódio da sétima e última temporada da série de televisão de comédia de situação norte-americana 30 Rock, e o 128.° da série em geral. Foi realizado por Michael Engler e teve o seu enredo escrito por Tina Fey, que além de ter criado o seriado, assume ainda o título de produtora executiva e atriz principal. A sua transmissão original nos Estados Unidos ocorreu através da rede de televisão National Broadcasting Company (NBC) na noite de 18 de Outubro de 2012. Dentre os artistas convidados, estão inclusos os atores de cinema Nina Arianda e Ryan Lochte, assim como Madison Arnold e Laura McDonald.
O episódio explora a luta contínua de Liz Lemon (interpretada por Tina Fey), argumentista-chefe do The Girlie Show with Tracy Jordan (TGS), pela igualdade de género após Tracy Jordan (Tracy Morgan), astro do TGS, publicar uma afirmação absurda no Twitter. Enquanto isso, o executivo Jack Donaghy (Alec Baldwin) lida com questões relacionadas à sua idade e relacionamentos amorosos, como ele namora várias mulheres em simultâneo mas sente-se incomodado ao tomar conhecimento que uma das suas namoradas também tem vários pretendentes. Jenna Maroney (Jane Krakowski), por sua vez, tenta aceitar a sua idade e tornar-se a porta-voz de uma empresa de produtos para idosos.
Em geral, "Stride of Pride" foi recebido com opiniões positivas pela crítica especialista em televisão do horário nobre. O seriado fopi elogiado pelo seu uso do humor para desafiar a ideia preconceituosa de que mulheres não são engraçadas, não apenas defendendo a ideia de que mulheres podem ser engraçadas, mas também criticando a necessidade de provar isso através de uma abordagem irónica e bem-humorada. Outro ponto destacado foi a crítica à forma como Hollywood trata as mulheres em fases diferentes da vida feita através do enredo de Jenna. De acordo com o sistema de mediação de audiências Nielsen Ratings, foi assistido por uma média de 3,04 milhões de agregados familiares durante a sua transmissão original norte-americana, e foi-lhe atribuída a classificação de 1,2 e quatro de share entre os telespectadores pertencentes ao perfil demográfico dos dezoito aos 49 anos de idade.

### Análises da crítica

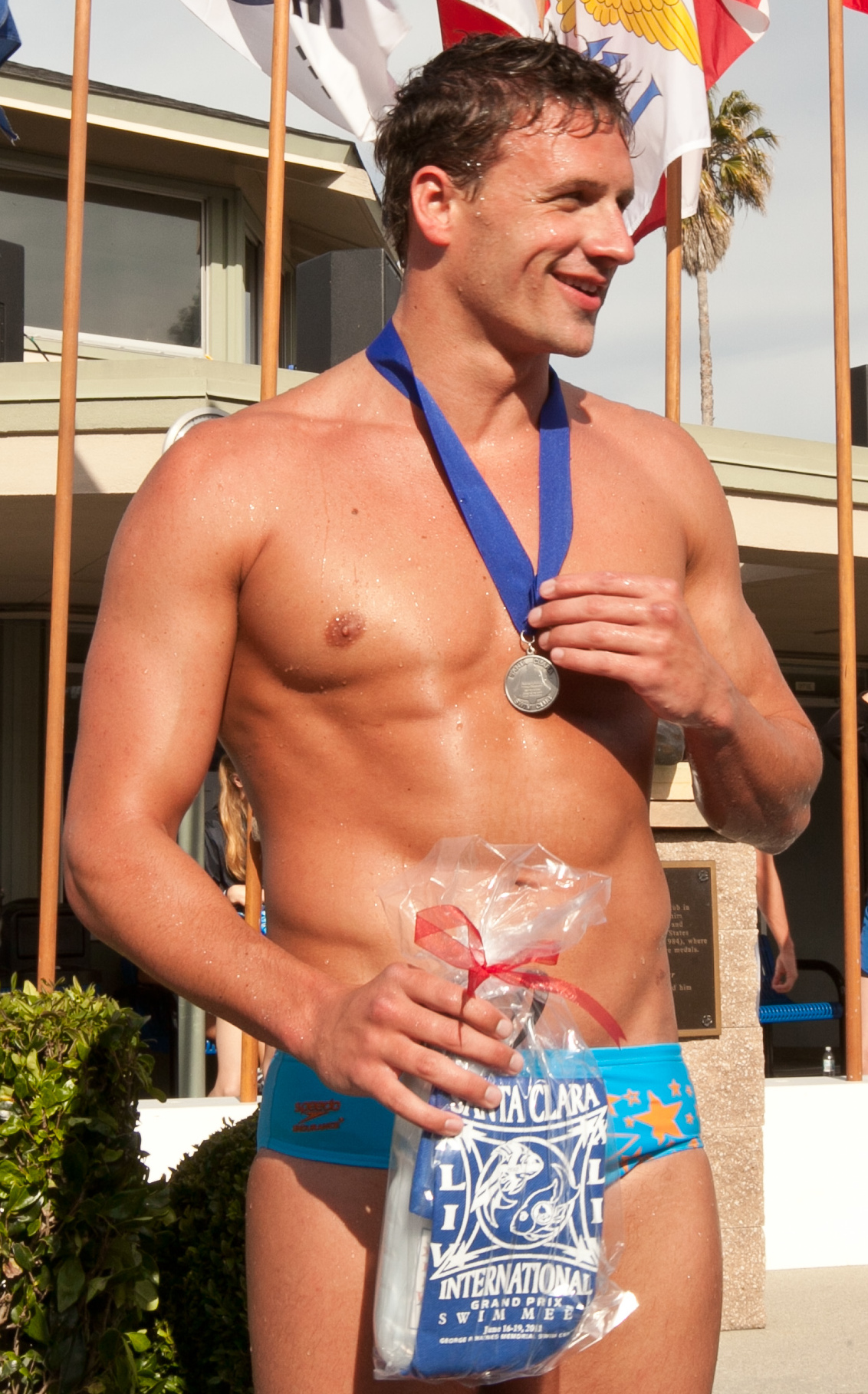
Ryan Lochte foi elogiado por se inclinar sobre a sua imagem pública de "bobão."

## Produção
"Stride of Pride" é o terceiro episódio da sétima e última temporada de 30 Rock. O seu enredo foi redigido por Tina Fey, que além de ter criado o seriado, assume ainda as funções de produtora executiva, atriz principal e argumentista-chefe. Esta foi a sua 28.ª vez a escrever o guião para um episódio da série, e a primeira na temporada, estendendo assim o seu recorde entre as argumentistas femininas. O episódio foi realizado por Michael Engler, marcando assim o seu décimo e último crédito por esta função em 30 Rock.

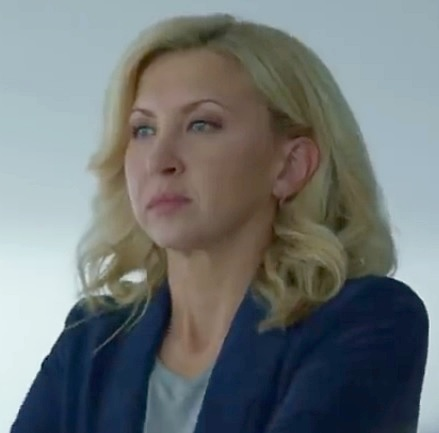
Nina Arianda participou de "Stride of Pride".

A trama principal de "Stride of Pride", o debate acerca de se as mulheres são ou não engraçadas, é uma alusão a um incidente provocado pelo artigo "Why Women Aren't Funny", publicado pela revista Vanity Fair pelo jornalista britânico Christopher Hitchens em Janeiro de 2007. Esta publicação gerou controvérisa, com personalidades como Fey, Sarah Silverman, Amy Poehler e outras comediantes femininas denunciando o artigo como sexista. Esta questão foi também abordada por Fey na sua autobiografia Bossypants (2011), assim como em 30 Rock através de "Rosemary's Baby" na segunda temporada e "TGS Hates Women" na quinta, episódios que servem como um exemplos ilustrativos de como a série combina desenvolvimento de personagens e estruturas narrativas complexas com uma reflexão crítica sobre questões controversas. Segundo a autora Katrin Horn no seu artigo 30 Rock: Complexity, Metareferentiality and the Contemporary Quality Sitcom, os três episódios juntos demonstram como 30 Rock constrói uma narrativa contínua sobre a comédia feminina ao revisitar o tema em momentos e contextos diferentes. Cada episódio aborda a questão de maneiras distintas, refletindo as mudanças nas dinâmicas e no desenvolvimento das personagens ao longo do tempo. Liz Lemon, em particular, evolui como personagem, passando de uma mulher lutando para ser levada a sério em um ambiente dominado por homens, para uma figura que desafia diretamente o sexismo e a falta de reconhecimento. Não obstante, a série não apenas explora o tema da comédia feminina, mas também reflete criticamente sobre a própria indústria da comédia e as expectativas sociais em torno do género, oferecendo uma visão mais profunda e matizada das questões enfrentadas pelas mulheres na comédia.
A participação do medalhista olímpico norte-americano Ryan Lochte em 30 Rock, a sua primeira em uma série de televisão, foi anunciada pelo próprio numa festa para o desenhador de calçado Brian Atwood, alusiva ao início da New York Fashion Week em Setembro de 2012. A notícia foi mais tarde confirmada atrvés de uma conferência de imprensa pela NBC, e as suas cenas filmadas a 6 de Setembro de 2012 nas ruas da Cidade de Nova Iorque. "A minha personagem em 30 Rock é o 'idiota do sexo'... mas pelo menos interpreto a mim mesmo, então não é tanta atuação que preciso fazer, o que é muito bom. Eu contraceno com Alec Baldwin, isso é fantástico, ele é um dos melhores atores existentes. Ele me fez sentir muito à vontade comigo mesmo," expressou Lochte nos bastidores das suas cenas em entrevista ao portal Celebs.com. A participação de Nina Arianda, atriz conhecida pelas suas atuações na Broadway, foi revelada a 12 de Outubro, porém o seu papel não foi anunciado. Os membros do elenco Keith Powell e Kevin Brown, respetivos intérpretes das personagens James "Toofer" Spurlock e Dot Com Slattery, não participaram de "Stride of Pride", embora os seus nomes tenham sido listados na sequência de créditos de encerramento.

## Enredo
Liz Lemon (Tina Fey) fica irritada com a publicação de Tracy Jordan (Tracy Morgan) no Twitter na qual ele concorda com Stephen Hawking acerca do facto de mulheres não serem engraçadas. Ela decide provar que mulheres podem sim ser engraçadas, mas recusa-se a participar do jogo de Tracy, que exige uma lista de mulheres engraçadas ou um desempenho imediato para provar o seu ponto. Então, Tracy veste um macaco com um fato para provar o seu próprio ponto de vista, criando uma situação absurda na qual Liz é confrontada com uma comparação desrespeitosa entre mulheres e animais. Liz, então, opta por responder realizando uma apresentação de humor com Jenna Maroney (Jane Krakowski) baseada no passado das duas, e é caracterizada por uma montagem que enfatiza a mensagem de que "mulheres são engraçadas" sem precisar provar nada aos detratores. Consequentemente, a vitória de Liz é marcada pela aceitação de Tracy de que a apresentação foi deveras engraçada, embora ele a tenha encontrado engraçado pelos motivos errados (a ideia de uma mulher como médica). Liz aceita a vitória parcial.
Jenna decide enfrentar a sua apreensão acerca da sua idade plantando um boato na imprensa sobre ter 56 anos, de modo a evitar o estereótipo da atriz na faixa dos quarenta, frequentemente relegada a papéis limitados e negativos. Ela almeja tornar a porta-voz de uma empresa de produtos para idosos. Liz, sem saber deste plano de Jenna, contribui para o engano de Jenna, que confronta Liz e defende o seu direito de controlar a sua própria imagem e carreira.
Jack Donaghy (Alec Baldwin) inicia vários relacionamentos com mulheres diferentes, cada uma para um propósito específico. No entanto, ele descobre que uma das suas namoradas, a herdeira Zarina Sbarro (Nina Arianda), também tem uma série de homens na sua vida, inclusive o medalhista olímpico Ryan Lochte. Assim, Jack vê-se desafiado a reconsiderar a sua própria visão de si mesmo e o papel que desempenha no seu relacionamento com ela. Ele se apercebe que é visto como uma figura paterna, enquanto os outros homens são considerados mais "divertidos" ou "sexuais." Jack fica ciumento e começa a questionar o porquê de Zarina poder fazer o mesmo que ele, revelando suas próprias inseguranças e preconceitos sobre as liberdades das mulheres. Esta descoberta leva Jack a confrontar as suas próprias inseguranças e a perceber que ele não é tão essencial quanto acreditava ser. Jenna, no final, oferece conselhos a Jack sobre envelhecer com graça.